# Heterochelus vulpinus
Heterochelus vulpinus är en skalbaggsart som beskrevs av Hermann Burmeister 1844. Heterochelus vulpinus ingår i släktet Heterochelus och familjen Melolonthidae. Inga underarter finns listade i Catalogue of Life.